# Schneider Electric
Pour les articles homonymes, voir Schneider.
Schneider Electric SE (Societas Europaea) est une société multinationale française, créée en 1836 sous le nom de Schneider et Cie avant d'être rebaptisée Schneider Electric en mai 1999. Elle est spécialiste et leader mondial des solutions numériques d'énergie et des automatisations pour l'efficacité énergétique et la durabilité. Ses solutions et ses produits sont destinés aux maisons, aux bâtiments, aux centres de données, aux infrastructures et aux industries, en combinant les technologies énergétiques, l’automatique temps réel, des logiciels et services.
L'entreprise est présente dans plus de 100 pays et emploie plus de 135 000 personnes. Son siège social se situe à Rueil-Malmaison dans les Hauts-de-Seine et la direction est répartie en trois pôles : Rueil-Malmaison à Paris en France, à Boston aux États-Unis, et à Hong Kong.
Schneider Electric SE est une entreprise présente dans le classement Fortune Global 500, incluse dans l'indice boursier du CAC 40 et dans l'Intercontinental Exchange (anciennement NYSE Euronext). Au cours de l'exercice 2019, la société a réalisé un chiffre d'affaires de 27,2 milliards d'euros.
Schneider Electric absorba Télémécanique, Square D et APC, parmi d'autres. La société détient 20 000 brevets actifs ou en application dans le monde et investit environ 5 % de son chiffre d'affaires annuel dans la recherche et le développement. Entre 2015 et 2025, ce sont 10 milliards d'euros qui ont été investis dans l'innovation et la R&D pour le développement durable[source insuffisante].
Leur réseau de distribution des convertisseurs solaires couvre plus de 133 distributeurs et grossistes, à travers plus de 37 différents pays.

## Histoire

### 1836-1981: de Schneider etCieà Schneider SA

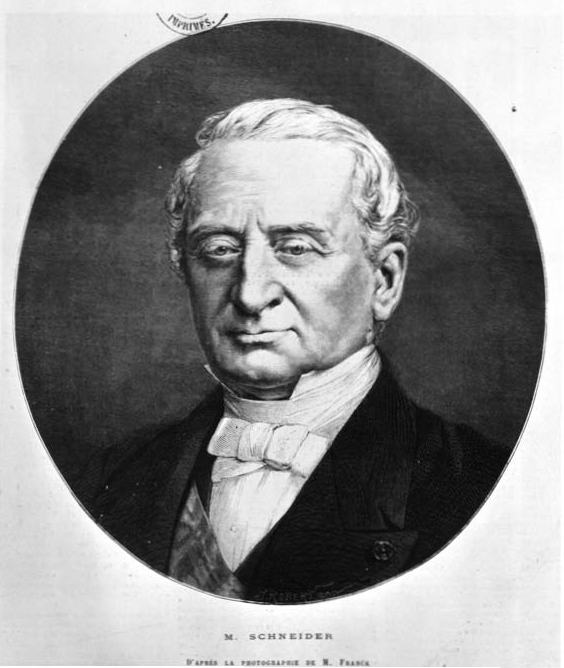
Joseph Eugène Schneider (1805-1875)

En 1830, Adolphe Schneider, représentant de la banque Seillère, participe au pillage des richesses de la Régence d'Alger (au début de la colonisation française de l'Algérie),. En 1836, la société en commandite par actions Schneider frères et Cie (Schneider et Cie en 1845) est créée au Creusot (Saône-et-Loire), avec Adolphe et Eugène Schneider cogérants. L’entreprise est spécialisée dans l’acier, les chemins de fer (rails, locomotives à vapeur), la construction navale et l’armement (canons, blindage).
Par ailleurs, en 1897, en Belgique, La Compagnie générale de traction est créée par le baron Empain. Elle fournit des équipements électriques pour les tramways. En 1898, elle s’associe avec Schneider et Cie dans la Compagnie du chemin de fer métropolitain de Paris (CMP), pour la partie traction électrique.
Au sortir de la Première Guerre mondiale Schneider et Cie se réintéresse à l’équipement électrique industriel, parfois en coopération avec SCB-Batignolles ou Jeumont. En 1929, elle crée une filiale à parité avec l’américain Westinghouse : Schneider-Westinghouse (S.W. - Le Matériel électrique).
En 1949 Charles Schneider, à la tête de Schneider et Cie, transforme la société en holding nommée Groupe Schneider. S.W Le Matériel électrique est un département intégré dans la filiale SFAC.
Charles Schneider décède brutalement en 1960 et une crise de succession s’ouvre. Le Groupe Schneider est repris en 1964 par le Groupe Empain. En 1966, avec l’intégration de Jeumont, ce groupe devient Jeumont-Schneider, au sein d’une nouvelle entité nommée Groupe Empain-Schneider.
En novembre 1980, le Groupe Empain-Schneider connait des difficultés et Didier Pineau-Valencienne est nommé directeur général du nouveau Groupe Schneider SA.

### 1981-1999: de Schneider SA à Schneider Electric
À partir de 1981, le groupe Schneider SA se sépare de toutes les activités qui ne sont pas liées à l'industrie électrique. Ainsi la filiale Creusot-Loire, lourdement déficitaire, est mise en liquidation judiciaire en décembre 1984 et la division ferroviaire comprenant Carel Fouché Industries, MTE et Schneider-Jeumont Rail est cédée à Alstom en 1987.
« En 1984, la société Sarel Appareillage Électrique [anciennement « Sarre Union Électrique »] rejoint Schneider, suivie en 1986 par la société espagnole Himel (Hispano Mecano Electrica) et en constituent le pôle de compétence Enveloppes universelles ». La marque Sarel, bien connue des électriciens, continue d'être apposée sur les produits jusqu'en 2009.
Après avoir consolidé ses bases financières grâce à l'arrivée de nouveaux actionnaires et à la simplification de ses structures, Schneider SA entame son redéploiement à la fin des années 1980. Ayant solidement arrimé Merlin Gerin au groupe (1986), le directeur général se lance dans une stratégie d’acquisitions, marquée par l'intégration de sociétés importantes qui deviendront le cœur du groupe actuel :
- Télémécanique (1988) ;
- Square D (1991) ;
- Merlin Gerin (1992).

La vente de Spie Batignolles (société de BTP), en 1996, parachève le recentrage sur les métiers de l'électricité.
En 1996, la société américaine Modicon rejoint le groupe Schneider SA.[réf. nécessaire] La même année, l'entreprise crée le holding Schneider Electric (China) Investment Company Ltd..
Le 25 février 1999, Didier Pineau-Valencienne quitte le poste de directeur général, mais reste influent en étant nommé président d'honneur et membre du conseil d'administration.
En mai 1999, Schneider SA change de nom et devient « Schneider Electric », marquant ainsi plus clairement son expertise dans le domaine de l'électricité.

### Depuis 2000: la croissance
Le 10 octobre 2001, la Commission européenne s'oppose à la fusion de Schneider Electric avec Legrand.
Le 27 octobre 2003, Jean-Pascal Tricoire est nommé directeur général délégué par Henri Lachmann. Schneider Electric met alors en œuvre une stratégie de croissance interne et externe pour développer ses positions géographiques, renforcer ses métiers cœurs.
Le 30 octobre 2006, Schneider Electric fait l'acquisition d'American Power Conversion (en), fournisseur de solutions intégrées pour l'alimentation sans interruption (onduleurs) et devient leader mondial de cette activité.
Le 30 novembre 2009, Schneider Electric et Alstom entrent en négociation pour le rachat d'Areva T&D. En juin 2010, Schneider Electric et Alstom signent conjointement le rachat de la filiale d'équipements de transmission et distribution d'Areva, Areva T&D. La partie Transmission est intégrée dans Alstom Grid, tandis que la partie Distribution rejoint la branche Energy de Schneider Electric.
Le 1er décembre 2010, la capitalisation boursière de Schneider Electric dépasse les 30 milliards d'euros.
En 2011, Schneider Electric SE a réalisé un chiffre d'affaires de 22,387 milliards d'euros.
Le 25 avril 2013, Jean-Pascal Tricoire devient président du directoire du groupe.
Le 31 juillet 2013, Schneider Electric achète Invensys pour 3,8 milliards d’euros.

Au total, entre 2004 et 2014, Schneider Electric aura procédé au rachat de 130 entreprises pour un montant de 15 milliards d'euros. 

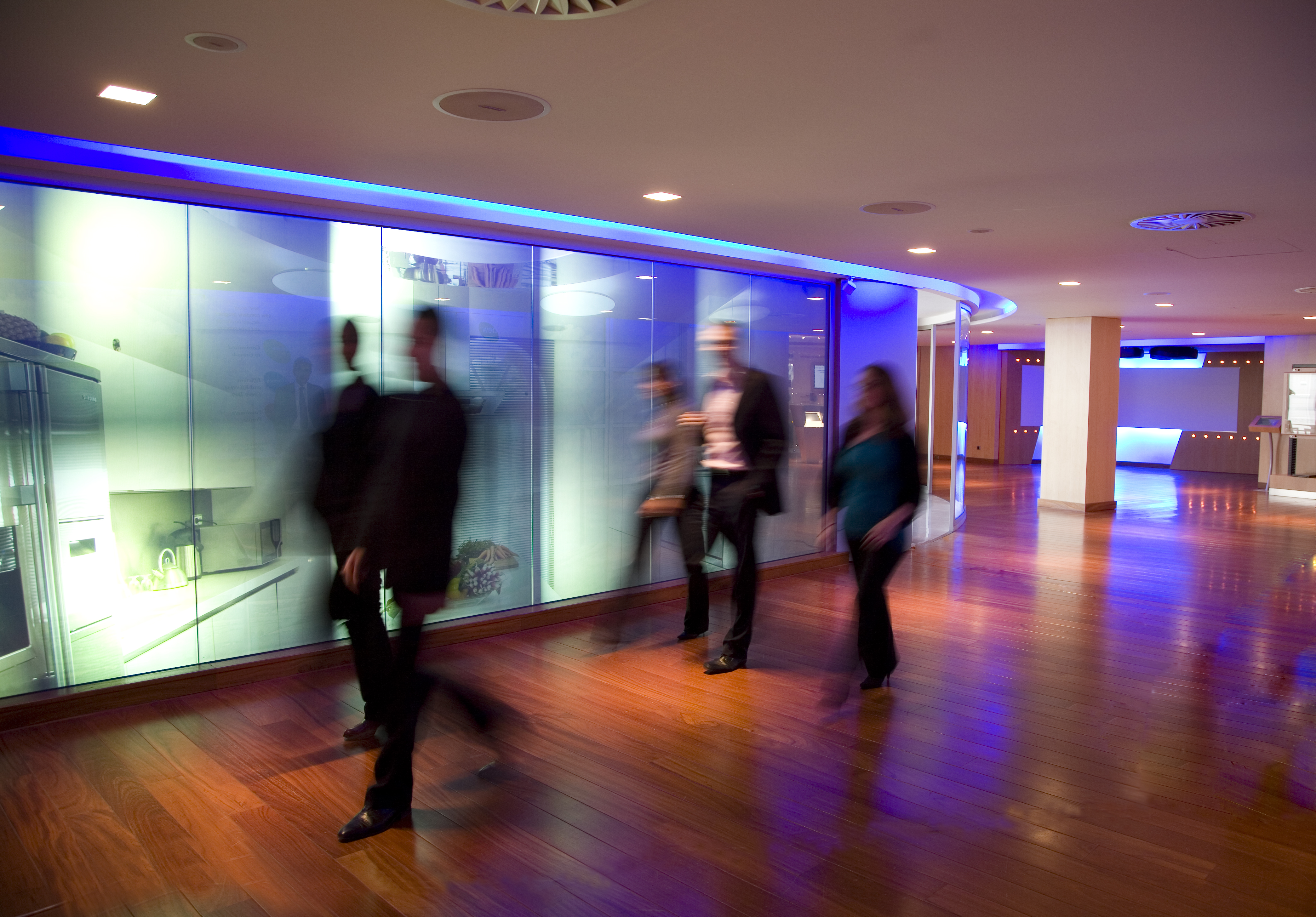
Showroom de Schneider Electric situé à Rueil-Malmaison

En juillet 2015, Schneider Electric fusionne ses activités dans les logiciels avec celles d'Aveva. Schneider Electric possède alors 53,5 % de la nouvelle entité qui garde le nom d'Aveva et paye plus de 550 millions de livres à ses actionnaires. En décembre 2015, Schneider Electric vend ses activités dans le transport acquis lors du rachat de Telvent, qui a un chiffre d'affaires de 134 millions d'euros.
En avril 2017, Schneider Electric annonce vendre Telvent DTN pour 900 millions de dollars à TBG, une entreprise suisse. En juillet 2017, Schneider Electric annonce l'acquisition d'Asco Power Technologies, entreprise américaine spécialisée dans la distribution électrique, pour 1,25 milliard de dollars. En septembre 2017, Schneider prend une participation supplémentaire dans Aveva. En décembre 2017, l'un des systèmes de sécurité de Schneider Electric, baptisé Triconex, est piraté à travers un logiciel malveillant baptisé Triton,. Les pirates ont exploité une faille de sécurité pour arrêter les opérations d'un site industriel.
En mai 2018, Schneider Electric annonce l'acquisition des activités de Larsen & Toubro dans les équipements électriques et automatiques qui comprend environ 5 000 employés, pour 1,75 milliard de dollars. Ces activités ont été fusionnées avec une partie des activités de Schneider Electric en Inde, pour créer un nouvel ensemble détenu à 65 % par Schneider Electric.
Le 4 janvier 2018, le groupe annonce que sa filiale Delixi Electrics a réussi deux acquisitions en Chine : Zhejiang Delixi International Electrical, fabricant d'appareillage électrique ainsi que Delixi Meter, fournisseur de compteurs d'électricité et de gaz. Deux entreprises qui permettront à Delixi Electrics d'atteindre un chiffre d'affaires d'un milliard d'euros. Le groupe Schneider Electric a annoncé viser pour son chiffre d'affaires de 2018 une progression organique de 6 %.
En 2018, le groupe Schneider Electric dégage un résultat net de 2,33 milliards d'euros, un Ebita ajusté de 3,87 milliards d'euros et un chiffre d'affaires en croissance organique de 6,6 % à 25,7 milliards d'euros. La bonne santé du groupe est portée par une belle dynamique de croissance de 7,7 % en Amérique du Nord.
En juin 2019, la Commission indienne de la concurrence donne à Schneider l'autorisation d'initier l'acquisition de l'activité Électrique et Automatisation (E&A) du groupe indien Larsen & Toubro (L&T).
En février 2020, Schneider Electric annonce l'acquisition de RIB Software, une entreprise allemande, pour 1,4 milliard d'euros.
En avril 2022, Schneider Electric annonce la vente de sa filiale russe, à l'équipe de direction locale, induisant une dépréciation de ses actifs de 300 millions d'euros.
En septembre 2022, la direction du groupe annonce le rachat total d'Aveva, l'éditeur de logiciels britannique au sein duquel il avait élevé sa participation en 2017. Cette acquisition des 40 % complémentaires d'Aveva valorise ce dernier à 9,86 milliards de livres.
En novembre 2023, Schneider Electric finalise l'acquisition d'EcoAct, spécialiste du conseil climatique.
En décembre 2024, l'entreprise annonce un partenariat avec Nvidia pour concevoir des systèmes de refroidissement de centres de données.

## Métiers

### La distribution électrique
Schneider Electric est le numéro 1 mondial de la distribution électrique sur l’ensemble de son offre. Premier en gestion d'énergie, bâtiment distribution, optimisation de l'énergie, sécurité électrique.
Schneider Electric propose des produits de basse ou haute tensions. À titre d'exemples en basse tension : les disjoncteurs, interrupteurs, éclairages de sécurité, canalisations électriques préfabriquées et prises électriques. En moyenne tension, les appareillages et équipements sont utilisés pour transformer l’énergie haute tension, et l’acheminer vers les utilisateurs finaux. À titre d'exemple : un transformateur haute / moyenne tension.
Concurrents directs et indirects sur ce métier : Cyient, Groupe ABB, General Electric, Alstom, Moeller, Legrand, Hager, Hubbell, Hitachi, Toshiba, Eaton, Delixi, Chint, Fuji Electric, Danaher, Siemens, Mitsubishi,Socomec.

### Les automatismes

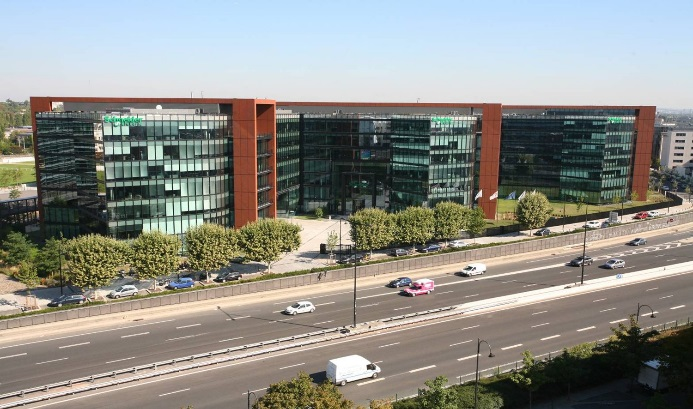
Siège social de Schneider Electric à Paris, Le HIVE

Schneider Electric fait partie des leaders mondiaux en automatismes et contrôle. Plus en détail, Schneider Electric est le numéro 1 mondial dans le contrôle industriel (ex. : détecteur de mouvement) ; numéro 3 mondial en automatismes (ex. : robot d’usine) ; numéro 4 mondial en automatismes du bâtiment.
L'entreprise propose des produits destinés à contrôler et à alimenter les équipements : contacteurs, relais thermiques, etc. Le groupe propose aussi des solutions d’automatisation répondant à des problématiques spécifiques telles que des automates programmables, des logiciels de paramétrage et des réseaux de communication. Avec le contrôle de mouvement, le groupe couvre également toutes les phases de procédure de commande de mouvement pour les machines automatiques (objets-robots, véhicules, etc.).
Concurrents directs et indirects dans ce métier : Chint, Fuji Electric, Danaher, Groupe ABB, General Electric, Omron, Rockwell Automation, Honeywell, Johnson Controls, Emerson, Siemens, Mitsubishi.

### Centres de formation
Depuis 1929, l'entreprise dispose d'un lycée[Lequel ?] et en 2020 elle ouvre un centre de formation.

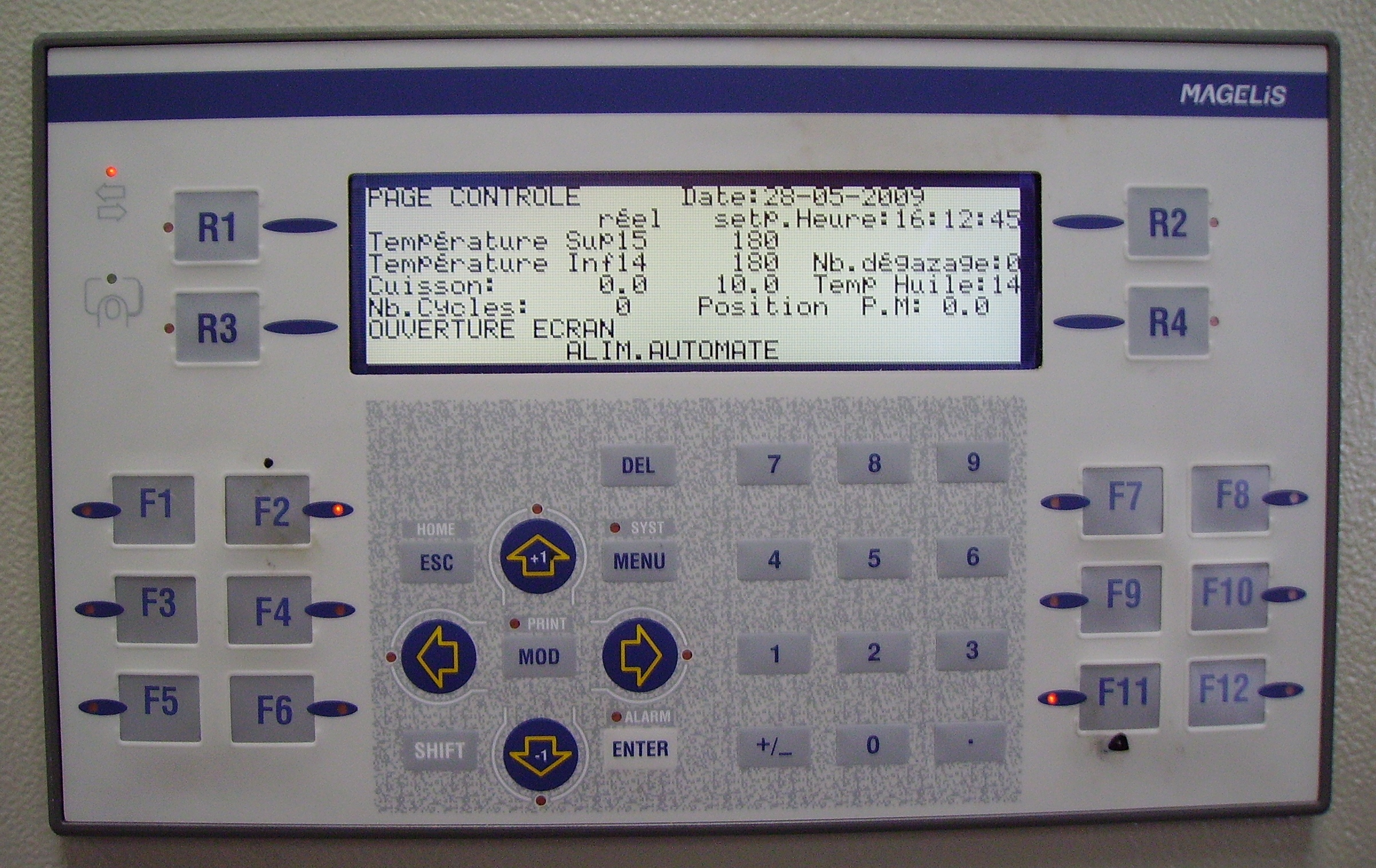
Terminal Magelis équipant une presse hydraulique

## Activité

### Personnel en 2012
- Amérique du Nord : 31 500 employés, siège à North Andover (États-Unis)
- Asie – Pacifique : 31 500 employés, siège à Hong Kong (Chine)
- Europe : 49 000 employés, siège à Barcelone (Espagne) et à Paris (France)
- Reste du monde : 8 000 employés.

### Chiffres clés
|                        | Milliards d'euros | Variation (%) |
| ---------------------- | ----------------- | ------------- |
| CA                     | 24,7              | +1,2          |
| EBITA                  | 3,6               | +4,4          |
| Résultat net du groupe | 2,1               | +23           |
| Autofinancement libre  | 2,2               | +1,7          |

## Clients
Schneider Electric vend très peu au grand public. En effet, le groupe passe en général par des intermédiaires dont le savoir-faire est indispensable pour la mise en place et le bon fonctionnement d’une offre très technique. C'est par leur entremise que les produits seront intégrés et diffusés sur les marchés présentés ci-après. Les clients principaux de Schneider Electric sont : des distributeurs, des tableautiers, des installateurs, des intégrateurs systèmes, des constructeurs de machine et d’équipements, des énergéticiens, ses grands comptes.

### Les distributeurs
Les distributeurs de matériel électrique représentent plus de 50 % des ventes totales du groupe et 70 % de l’offre cataloguée. Ils sont répartis dans 15 000 points de vente dans le monde. Cette catégorie inclut les distributeurs locaux, les grossistes et distributeurs professionnels non spécialisés et de grands groupes internationaux.

### Les tableautiers
Les tableautiers réalisent et vendent des tableaux électriques de distribution ou de contrôle-commande, principalement destinés aux marchés du bâtiment, de l’énergie et des infrastructures. Les tableautiers achètent des appareillages de basse et moyenne tension (par exemple des disjoncteurs), et des tableaux préfabriqués. Leurs principaux clients sont les installateurs (présentés ci-après). Il y a plus de 20 000 tableautiers dans le monde.

### Les installateurs
L’élaboration de solutions répondant précisément aux besoins des utilisateurs finals, s’effectue en étroite collaboration avec les installateurs.

### Les intégrateurs de système
Les intégrateurs de système installent les automatismes chez les utilisateurs.

### Les constructeurs de machine (OEMs en anglais)
De l’emballage aux machines textiles, les constructeurs de machine ou OEMs (Original Equipment Manufacturer), cherchent à optimiser la performance et la maintenance de leurs machines pour leurs clients. Schneider Electric travaille avec près de 30 000 constructeurs de machine.

### Les énergéticiens
Les énergéticiens sont les producteurs et les distributeurs d’électricité.[réf. nécessaire]

### Les grands comptes
Les grands comptes sont des clients qui ont choisi Schneider Electric comme partenaire privilégié[réf. nécessaire]. Schneider Electric traite aujourd’hui avec plus de 70 grands comptes.

## Marchés
Schneider Electric SE vend ses produits sur cinq marchés principaux : bâtiment, industrie, énergie et infrastructures, et résidentiel.

### Le marché du bâtiment
Secteurs : hôpitaux, centres commerciaux, bureaux, etc.[style à revoir] Sur ce marché, Schneider Electric propose la rénovation des réseaux électriques des bâtiments ou des projets nouveaux au travers de solutions produits en alimentation et distribution électrique basse tension ; en gestion des utilités comme l’éclairage, la ventilation, les ascenseurs ; en contrôle moteur pour les escalators, etc. En plus des produits, Schneider Electric offre des services tels que de l’optimisation des coûts.

### Le marché de l'industrie
Secteurs : agroalimentaire, emballage, automobile, pharmaceutique, aéronautique, cimenterie, etc.[style à revoir] La fonction de Schneider Electric sur ce marché est de distribuer l’électricité, d'optimiser son utilisation, d'améliorer la productivité, d'assurer la sécurité, la qualité et la traçabilité sur les sites et les lignes de production.
Exemples de la présence de Schneider Electric sur ce marché : alimentation d'une usine en électricité et gestion des coûts en électricité. Les solutions d’automatismes quant à eux, participent à la performance de ces applications.

### Le marché de l'énergie et des infrastructures
Secteurs : transport et distribution d’électricité, de gaz, de pétrole et d’eau, aéroports, ports, tunnels, métros, infrastructures de télécommunication et de traitement de données[style à revoir]. La fonction de Schneider Electric sur ce marché est d'assurer la qualité de l’électricité, de fiabiliser son transport et sa distribution, de garantir la disponibilité et la sécurité des infrastructures, d'optimiser la gestion des installations.
Exemples de la présence de Schneider Electric sur ce marché : alimentation électrique sécurisée, surveillance et contrôle de l'électricité, ventilation, sécurité incendie, information électronique.

### Le marché résidentiel
Secteurs : résidences différentes et collectives, etc.[style à revoir] La fonction de Schneider Electric sur ce marché est de proposer des produits qui permettent la distribution électrique, la gestion de l'éclairage, de la température, le multimédia, la communication homme-machine, etc.
Exemples de la présence de Schneider Electric sur ce marché : prises, interrupteurs, capteurs de présence et domotique.

## Innovation, recherche et développement
Le principal centre de recherche et développement est situé à Eybens près de Grenoble depuis 2006. Ce site porte le nom d'Électropole et comporte 33 500 m2 de locaux, dont 7 000 m2 de laboratoires. Schneider Electric investit environ 6 % de son chiffre d’affaires en R&D. Il existe près de 50 centres de création d’offres dans 25 pays. Ces centres mondiaux ont noué des partenariats avec des laboratoires universitaires, privés et des industriels tels que Microsoft, IBM, Tata Elxsi, Toshiba et Fuji Electric.
Créé en 2000, Schneider Electric Ventures est un fonds de capital risque d’un montant de 50 millions d’euros, centré sur les nouvelles technologies et financé par Schneider Electric Industries SA. À ce jour[Quand ?], Schneider Electric Ventures a investi dans plus d’une vingtaine de start-up européennes et nord-américaines, avec lesquelles le groupe a développé des relations pour repérer des solutions innovantes à un stade précoce, et permettre leur évaluation et leur éventuelle intégration au sein de l’entreprise. Ce fonds cible trois grands domaines, les technologies de rupture (microélectronique, nanotechnologie, matériaux intelligents, optoélectronique), les technologies émergentes (communications mobiles, micro-production d'électricité, capteurs) et les nouveaux services, logiciels et applications de réseau (énergie, industrie).
Le site de Carros, dans les Alpes-maritimes, représente la politique R&D du groupe Schneider Electric en 2011. Un modèle basé sur un centre d'excellence technique lié à un site de production. Schneider Electric, déjà implanté historiquement sur le polygone scientifique de Grenoble, ouvre en janvier 2020 un bâtiment de 26 600 m2 qui doit être la vitrine de son savoir-faire en matière de maîtrise énergétique,.

## Lobbying
Selon le registre du parlement européen de 2011, Schneider Electric figure en première position des sociétés du CAC 40 qui dépensent le plus d'argent pour maintenir une activité de lobbying au cours de l'année 2011. Au cours de cette année, ses dépenses se sont ainsi élevées à 5,8 millions d'euros, devant GDF Suez qui en dépensait 3,9 millions.
Le groupe ne figure pas dans le TOP 10 des groupes du CAC 40 en termes de dépenses de lobbying, au cours de l'année 2015.
Il déclare en 2017 des dépenses d'un montant compris entre 700 000 et 799 000 euros. Il déclare par ailleurs des dépenses en lobbying d'un montant de 205 500 dollars aux États-Unis.
Sur le même exercice, Schneider Electric n'a reçu aucune subvention des institutions de l'Union européenne.
Selon Transparency International, l'entreprise dispose en 2018 de deux lobbyistes accrédités par le parlement européen.

## Actionnaires
Liste des principaux actionnaires à fin septembre 2019.
| Schneider Electric (auto-contrôle)       | 5,10 %  |
| Schneider Electric (plan d'épargne)      | 4,32 %  |
| Caisse Des Dépôts & Consignations        | 0,94 %  |
| Teacher Retirement System of Texas       | 0,098 % |
| Scopus Asset Management                  | 0,048 % |
| Principal Global Investors               | 0,043 % |
| Altrinsic Global Advisors                | 0,027 % |
| Nationwide Fund Advisors                 | 0,022 % |
| State Teachers Retirement System of Ohio | 0,020 % |
| Bowen Hanes & Co                         | 0,020 % |

## Gouvernance
Lors de l’assemblée générale du 3 mai 2006, les actionnaires ont voté la modification de la structure de gouvernance de la société pour mettre en place un conseil de surveillance et un directoire. Ce mode de gouvernance permet de dissocier les pouvoirs de gestion et de contrôle.
Le conseil de surveillance veille au bon fonctionnement du groupe et en rend compte aux actionnaires. Le directoire est l'instance décisionnaire de gestion de Schneider Electric, en liaison avec le comité exécutif.

### Le conseil de surveillance
Le conseil de surveillance comporte deux comités spécialisés : le comité de rémunérations, de nominations et du gouvernement d'entreprise et le comité d'audit. Ses membres sont mandatés pour quatre ans renouvelables. Le conseil de surveillance nomme le directoire et son président, et exerce le contrôle permanent de la gestion du groupe effectuée par le directoire.
Il est composé de treize membres dont deux censeurs. Neuf membres sont indépendants au sens du rapport Bouton. L’actionnariat salarié est représenté par un membre du conseil de surveillance du FCPE Schneider actionnariat.

### Le directoire
Le directoire est l'instance décisionnaire de gestion de Schneider Electric, en liaison avec le comité exécutif. Le directoire en vertu de la loi : arrête les comptes annuels ou semestriels et les rapports de gestion ; convoque les assemblées générales ; décide des augmentations ou des réductions de capital, sur délégation de l’assemblée générale extraordinaire ; procède aux attributions d’options de souscription ou d’achats d’actions ou d’actions gratuites, sur autorisation de l’assemblée générale ; décide des émissions d’obligations.

### Les centres de profits consolidés
L'entreprise est organisée de façon matricielle, comprenant des centres de profits consolidés, dits Business units, abrégé en « BU ». En 2011, les principaux sont la BU Power, la BU Energy et la BU Industry. La BU Energy fait suite au rachat d'une partie d'Areva. Elle emploie 17 000 personnes et est dirigée par Michel Crochon.

## Controverse
En 2018, une douzaine de perquisitions ont été menées chez Legrand, Schneider Electric, Sonepar et Rexel, à la suite de soupçons d'entente,. L'autorité de la concurrence condamne en 2024 les entreprises à des amendes de plusieurs millions d'euros.
En 2023, lors de l'assemblée générale des actionnaires, Schneider Electric confirme sa participation à un projet controversé, le pipeline EACOP de TotalEnergies. Malgré ses affirmations en faveur du développement durable, l'entreprise s'engage dans un projet critiqué pour ses violations massives des droits humains, ses risques environnementaux élevés et ses futures émissions de CO2. Le projet EACOP a par ailleurs été condamné par le parlement Européen. Schneider Electric justifie son implication en prétendant réduire l'empreinte carbone du projet, mais celle-ci est minime, car porte seulement sur 2 % des émissions totales. De plus, l'ouverture de nouveaux champs pétroliers va à l'encontre des recommandations de l'AIE et des projections du GIEC pour rester en dessous des 1,5 °C de réchauffement. Cette implication soulève des questions sur la cohérence de l'entreprise avec ses déclarations en faveur du développement durable.

### Site officiel (SE)
1. ↑  (en) « Company profile », sur se.com (consulté le 18 janvier 2021).
2. ↑  (en) « Smart Home & Energy Management »(Archive.org • Wikiwix • Archive.is • Google • Que faire ?), sur se.com (consulté le 7 mai 2020).
3. ↑  (en) « Building Automation and Control », sur se.com (consulté le 7 mai 2020).
4. ↑  (en) « Data Centre Solutions and Networks »(Archive.org • Wikiwix • Archive.is • Google • Que faire ?), sur se.com (consulté le 7 mai 2020).
5. ↑  (en) « Industrial Automation and Control », sur se.com (consulté le 7 mai 2020).
6. ↑  (en) « EcoStruxure: IoT – Internet of Things », sur se.com (consulté le 7 mai 2020).
7. ↑  (en) « Consolidated financial statements | Schneider Electric »(Archive.org • Wikiwix • Archive.is • Google • Que faire ?), sur se.com, 31 décembre 2018.
8. ↑  (en) « Sustainability Report | Schneider Electric »(Archive.org • Wikiwix • Archive.is • Google • Que faire ?).
9. 1 2  L'histoire de Sarel - Site officiel.
10. ↑  « Rapports annuels », Site officiel Schneider Electric.
11. ↑  Le bâtiment intelligent par excellence.
12. ↑  L’innovation en chiffres, site officiel
13. ↑  « Assemblée Générale des actionnaires », sur se.com (consulté le 7 novembre 2023).